# 杜溫

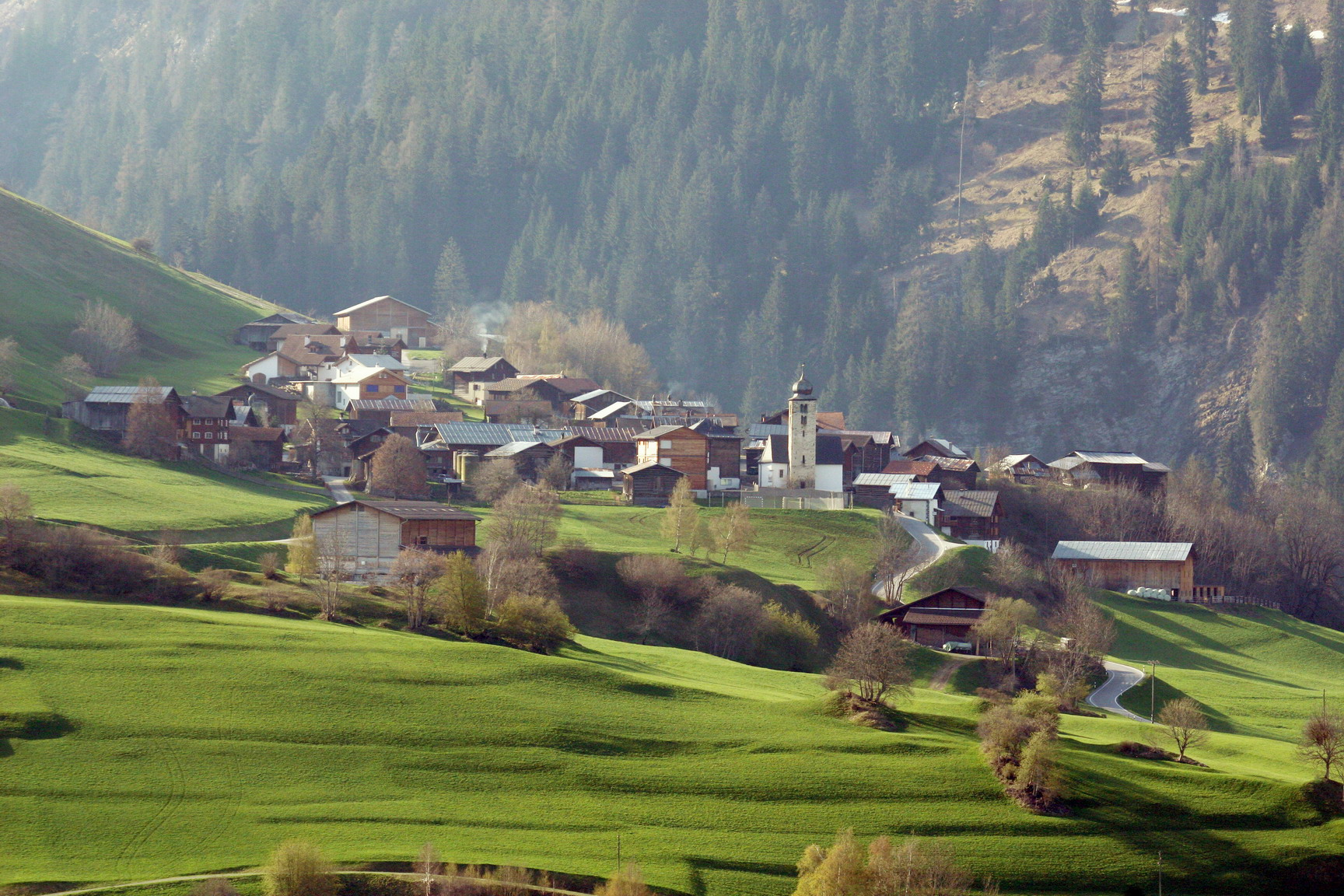

杜溫是瑞士的城鎮，位於該國東部，由格勞賓登州負責管轄，面積17.93平方公里，海拔高度1,180米，2011年人口84，主要語言是羅曼什語，人口密度每平方公里5人。